# Great Burstead and South Green
Great Burstead and South Green is een civil parish in het bestuurlijke gebied Basildon, in het Engelse graafschap Essex. In 2001 telde het dorp 5818 inwoners.